# Берестовець (Рівненський район)
Берестове́ць — село в Головинській сільській громаді Рівненського району Рівненської області України. Населення села становить - 810 осіб.

## Історична довідка
Першою писемною згадкою про виникнення Берестовця (Старого) є 1580 рік у книзі Я.Пури: «Berestoviec Stary (1580), Berestoviec (1769), Berestoviec (1927), Берестовець (при річці Борковій, прит. Горині) (1946), Берестовець, Новий Берестовець (1961)».
Збереглися залишки земляного валу. Очевидно, поселення існувало в період, коли волинські землі належали литовським і польським магнатам (XIV-ХV cт.).

## Історія села
Берестовець став відомим передусім величезними покладами унікального каменю вулканічного походження – базальту.
Наприкінці ХVІІІ ст. випадок допоміг виявити великий поклад базальту біля села Берестовець. В звіті геологорозвідних робіт за 1956 рік є запис, що: «…відповідно до розповідей місцевих жителів, які були передані усно, першовідкривачем базальту був сільський житель на прізвище Корейчук, який вирішив викопати у своєму садку колодязь, але натрапив на незвичайний, дуже твердий камінь чорного кольору». На жаль, ім’я першовідкривача і в якому році це сталося , ніхто не знає.
Відомості про перші кам’яні копальні припадають на 1835 рік. Базальт розроблявся тоді на невеликій площі.
У вересні 1920 року, коли західні землі стали частиною польсько-литовської держави, польські інженери звернули особливу увагу на цей український камінь. Його видобуток посилився тоді, коли «Товариство експлуатації каменоломень» із Кракова роздержавило базальтові терени власників Мадейських. 1929 року з Берестовця до Костополя була прокладена вузькоколійка, тож став можливим експорт каменю.
1927 року в кар’єрі працювало вже 400 робітників, котрі щомісяця видобували до 10 тисяч тон каменю. Річна вартість продукції складала 1400000 злотих – то була величезна сума. З базальту виготовляли надмогильні пам’ятники, але основна його маса йшла на покриття доріг, брукування вулиць. Можливо не всім відомо, що берестовецьким каменем вимощені вулиці й майдани багатьох європейських столиць – Варшави, Парижа, Люксембурга, Женеви та ін.
Незадовго до першої світової війни, десь у 1912 році, у селі організували навчання грамоти. Правда, окремого приміщення для навчання не було. Учні збиралися по хатах. Тож не дивно, що переважна більшість селян була неписьменною. А вже при Польщі, 1924 року, було відкрито початкову школу, викладання в якій велося польською мовою, незрозумілою дітям. Через нестатки мало хто відвідував уроки. Не випадково 90 % дорослого населення не вміли ні читати, ні писати.
До війни в Берестовці проживали люди кількох національностей. Неподалік села були дві німецькі колонії: перша – в лісі, як іти до Глажеви, друга – в бік села Корчин. Край дороги, що вела до Головина, був польський хутір, а в самому селі мешкали навіть французи (звичайно не багато) і євреї, що вели торгівлю.

## Персоналії
- Керентопф Роман Карлович — сотенний УПА.

## Берестовець сьогодні.
Село Берестовець за адміністративним поділом підпорядковане Головинській сільській раді. За станом на 1 січня 2016 року, у селі нараховується 262 двори і 766 жителів. Площа – 174,3 га. Берестовець сьогодні:
- це більше десятка малопотужних виробництв приватних підприємців, які займаються виробами з базальту;
- це загальноосвітня школа І-ІІІ ступенів де навчається 98 учнів, навчальний процес здійснюють 25 вчителів;
- це діючий дошкільний навчальний заклад «Ялинка»;
- це Будинок культури та публічно-шкільна бібліотека;
- це лікарська амбулаторія сімейної медицини;
- це відділення зв’язку «Укрпошти»;
- це три сучасних магазини з великим вибором продовольчих та промислових товарів;
- це Різдво-Богородичний храм, де прихожани мають змогу поспілкуватися з Богом.

## Пам’ятні місця Берестовця
До визначних пам’яток села належать:
- пам'ятник борцям за волю України;
- пам'ятник Герою Радянського Союзу В.Т.Сидорову (демонтований 28.07.2025)[1];
- комплекс пам'ятників загиблим повстанцям в урочищі Старий Дуб.

## Літературно-поетичний та мистецький альманах
Щодо талантів жителів села, то Бог їх у цьому не обділив – ні поетичними, ні образотворчими, ні іншими талантами. Уже в наш час популярності набули портретно-художні зображення на камені.
Започаткував цю справу Микола Андрійович Таргоній, а згодом ще й зайнявся художнім випалюванням по дереву. Його копійовані картини «Моє рідне Полісся», «Гуцульська вірність», «Жіночий монастир», «Воскресіння Ісуса Христа», «Венера в гостях у Нептуна», «Ревність» та багато інших не просто милують зір, у них душа майстра і високий естетичний смак.
Послідовниками портретно-художнього розпису на камені стали Микола Дмитрук, Лідія Таргоній, Андрій Соломко, Марія Таргоній, Юрій Ягнич, про якого кажуть «майстер золоті руки». Відточивши майстерність, він бездоганно виконував замовлення для художнього оформлення фрагментів пам’ятників на Козацьких могилах у Берестечку, сувенірно-художнє зображення Марії Заньковецької для Львівського театру ім. Марії Заньковецької. Його вироби  привертають увагу і відвідувачів районного краєзнавчого музею у м. Костопіль.
Є у селі Берестовець люди, які гарно володіють поетичним словом. Микола Сергійович Новак – вчитель за фахом та поет за покликанням. Видав чотири збірки:  «Багатим і бідним і ненародженим» - переспіви з «Кобзаря»(2004), «Любов, влада і революція» - на крилах поезії Лесі Українки(2005), «Селянський бізнес»(2010), «Почуй, Боже, мою мову»(2010). У своїх творах автор вболіває за долю народу, викриває негаразди в суспільстві, виливає любов до рідного слова, Полісся, його чарівної природи, до України, застерігає можновладців щодо можливих негативних наслідків їхньої діяльності. 
Ростислав Володимирович Ягнич – вже у зрілому віці зрозумів, що душа править тілом. Про нього в селі говорять – «співець душі народної», співець, який у своїх поетичних творах надзвичайно яскраво оспівує красу нашого поліського краю. Своєю творчістю допомагає вселити підростаючому поколінню віру в духовну велич людини. В 2002 році вийшла перша збірка творів Ростислава Ягнича «До дідуся в гості» - адресована дітям дошкільного та молодшого шкільного віку, у 2005р. – «До вас я руки простягаю», а в 2007 році відразу дві збірки видав автор – «Село – моя любов, моя печаль» та «Барви ріднокраю». В цих творах – щира любов до рідного краю, його чарівної природи, до рідної землі та свого села.
Завдяки таким майстрам слова, які живуть і пишуть у нашому краї, фонд публічно-шкільної бібліотеки поповнюється краєзнавчою літературою, яку читаємо ми і будуть читати наші нащадки.
Окрім названих, у селі є ще багато здібних особистостей, котрі набули високої майстерності, користуються повагою жителів, маючи особливі обдарування. Музикантами-віртуозами і в Берестовці, і поза його межами називають Михайла Васильовича Таргонія та Віталія Соломка. А Віктор Іванович Озарчук, навіть прикутий до інвалідного візка, досконало освоїв лозоплетіння.